# Емельяново (Красноярский край)

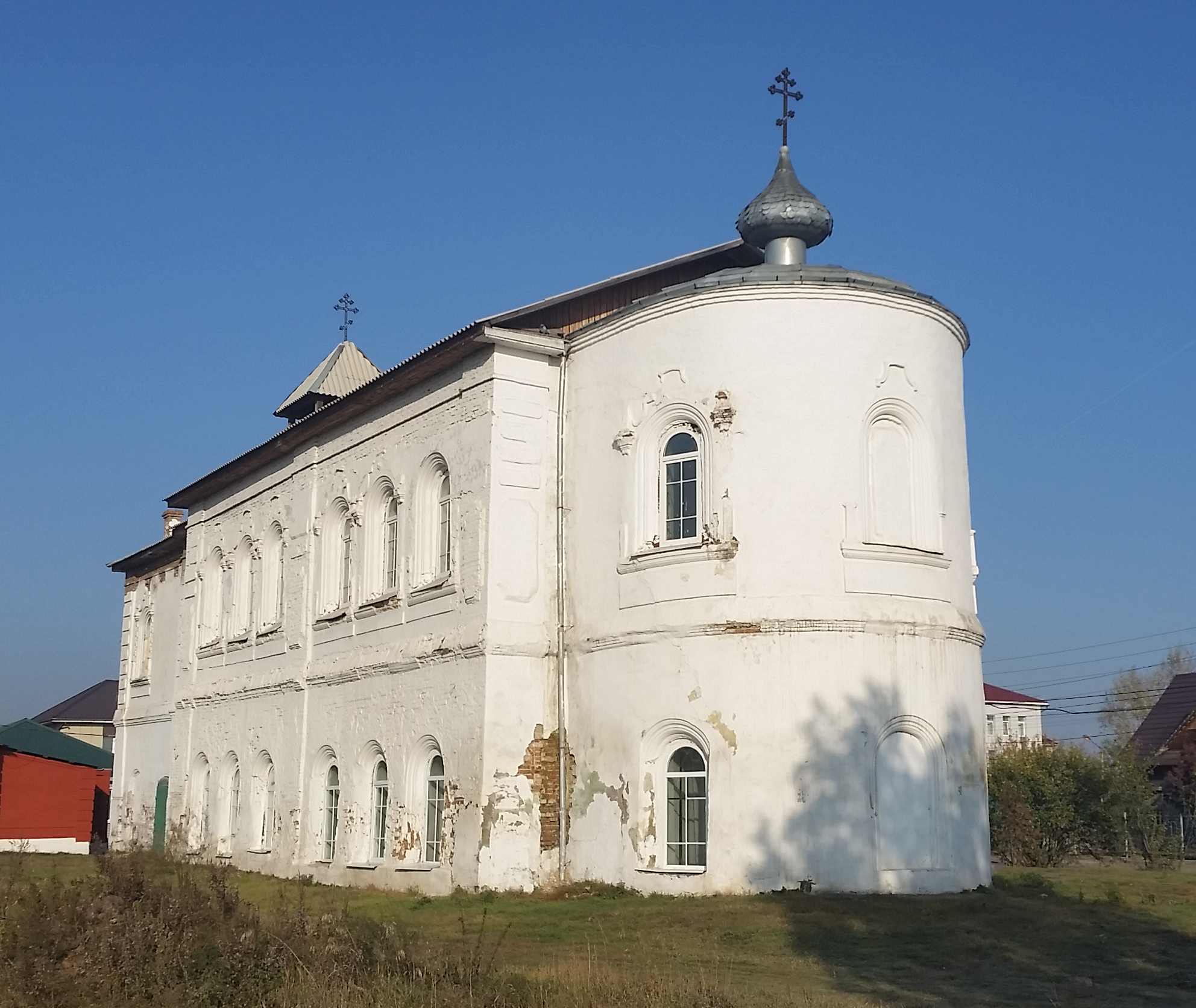
Сохранившиеся два нижних этажа Троицкой церкви. Верхняя часть четверика и колокольня утрачены.

Емелья́ново — посёлок городского типа (до 2011 года — рабочий посёлок), административный центр Емельяновского района Красноярского края.
Расположен на обоих берегах реки Качи, в основном на правом её берегу, на автодороге М-53, в 10 км (по прямой) к северо-западу от города Красноярска.
Рядом с посёлком расположен одноимённый аэропорт.

## Население
| 1939    | 1959    | 1970    | 1979    | 1989    | 2002    | 2009    | 2010    |
| ------- | ------- | ------- | ------- | ------- | ------- | ------- | ------- |
| 1514    | ↗4097   | ↗6637   | ↗7619   | ↗15 408 | ↘11 919 | ↗12 497 | ↘12 055 |
| 2012    | 2013    | 2014    | 2015    | 2016    | 2017    | 2020    | 2021    |
| ↗12 228 | ↘12 070 | ↘11 824 | ↘11 689 | ↘11 553 | ↘11 492 | ↗13 150 | ↗15 649 |

## Храмы
Троицкая церковь — заложена 10 октября 1798 года.

## Достопримечательности
- На окраине поселка Логовой — гоночная трасса «Красное кольцо».
- Статуя В.И.Ленина на Улице Московской, там же и районный суд

## Известные уроженцы
В посёлке родился Герой Советского Союза В. В. Черняев (1912—1944).